# Фестунгсбан

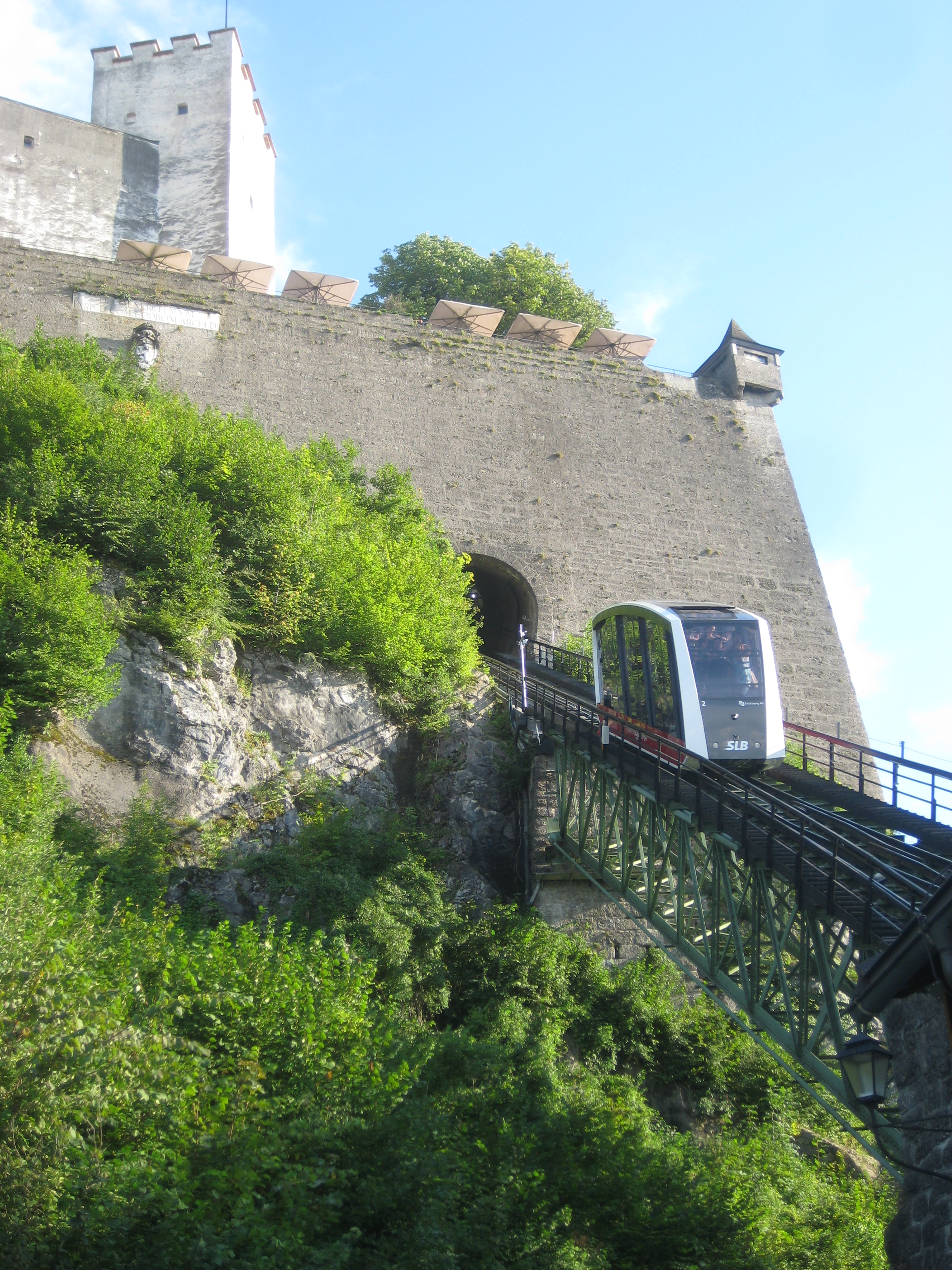
Вагон фуникулёра у верхней станции

Фестунгсбан (нем. Festungsbahn от нем. Festung — крепость, нем. Bahn — дорога) — фуникулёр в городе Зальцбург. Он связывает город с крепостной горой и является старейшим из действующих фуникулёров Австрии. Его оригинальное название происходит от названия горы Фестунг.
Фуникулёр был открыт в 1892 году. Изначально он функционировал при помощи водяного балласта; движение с помощью этого механизма было прекращено 18 октября 1959 (в честь тех времён на нижней площадке транспорта сохранился фонтан и экспозиция механизмов). В течение зимы 1959—1960 гг. фуникулёр был электрифицирован и 16 апреля 1960 он открылся на электрической тяге. Следующие модернизации были проведены в 1972—1974 гг. и зимой 1991—1992 гг.
Современный фуникулёр работает неизменно с 11 апреля 1992. Ранее он обслуживался компанией SETG (нем. Salzburger Eisenbahn- und Tramwaygesellschaft), сейчас — транспортной компанией города Salzburg AG.
Современный фуникулёр доставляет пассажиров в крепость Хоэнзальцбург, а не на стену; билет на него стоимостью € 9,80 для взрослых, является одновременно билетом в крепостной музей.
- Длина линии: 198,5 метров
- Колея: 1040 м
- Перепад высот: 102 метра
- Максимальный уклон: 62% (~31 градус)

Линия однопутная, с разъездом в середине.

## Двигатель
- Мощность: 225 кВт
- Штатная скорость: 4 м/с
- Максимальная скорость: 5 м/с

## Вагоны
- Вместимость: 48 чел.
- Длина: 9,3 м
- Ширина: 1,9 м
- Вес (без пассажиров): 5580 кг
- Год выпуска: 1992

На линии используется 2 вагона.